# حافظ‌آباد
حافظ‌آباد (به اردو: حافظ آباد) شهری در ایالت پنجاب (پاکستان) کشور پاکستان است که در سرشماری سال ۲۰۰۶ میلادی، ۱۵۶٫۹۶۷ نفر جمعیت داشته است.